# Іванамі Сьотен
Івана́мі Шьоте́н (яп. 岩波書店, трансліт. いわなみしょてん, «книгарня Іванамі») — японське видавництво. Спеціалізується на науковій та просвітницькій літературі. Повна офіційна назва: Акціонерне товариство Іванамі Шьотен.

## Короткі відомості
Іванамі Шьотен було засновано 5 серпня 1913 року викладачем філософії Іванамі Сіґео як букіністичну крамницю. В серпні 1914 року вона почала працювати як видавництво, випустивши оповідання Нацуме Сосекі «Серце». В подальшому Іванамі Шьотен зайнялося публікацією наукових і художніх робіт, таких як «Зібрання філософських творів», «Повне зібрання творів Нацуме Сосекі», «Повне зібрання творів Акутаґави Рюносуке», «Лекції розвитку японського капіталізму» тощо. Якісна коректура, друк і техніка виготовлення книг завоювали популярність видавництву в середовищі японських інтелектуалів.
10 липня 1927 року Іваанамі Шьотен започаткувало серію «Бібліотека Іванамі». В ній публікувалися класичні твори світової і японської літератури різних епох. В листопаді 1938 року видавництво створило іншу серію «Нові книги Іванамі», яка спеціалізувалася на творах критично-просвітницького змісту новітньої доби. Обидві серії справили вплив на формування японської інтелігенції.
В ході Другої світової війни, робота Іванамі Шьотен була піддана цензурі японською владою. 1940 року уряд заборонив публікацію історичних праць Цуди Сокіті як неблагонадійних. Ідеологічний тиск чиновників спричинив ряд конфліктів між видавцями та авторами книг.
Завдяки спеціалізації Іванамі Шьотен на науковій літературі, видавництво змогло безперешкодно відновити свою діяльність у повоєнній Японії. В квітні 1949 року воно було перетворено на акціонерне товариство закритого типу.
У січні 1946 року Іванамі Шьотен розпочало видання універсального щомісячного журналу «Світ», присвяченого проблемам глобальної політики, економіки та науки. Окрім нього видавалися також профільні журнали: природничий «Наука», гуманітарні «Думка» та «Література», художній «Бібліотечна книга». У грудні 1950 року видавництво створило серію класичної дитячої літератури «Юнацька бібліотека Іванамі», а в червні 1979 року — серію новітньої «Нові юнацькі книги Іванамі». В січні 2000 року побачила світ інша серія «Новітня бібліотека Іванамі», що спеціалізувалася на художніх творах сучасних японських письменників.
До найвідоміших видань Іванамі Шьотен відносять найпопулярніший в Японії тлумачний словник японської мови «Кодзієн», який витримав 6 видань (1955, 1969—1976, 1983, 1991, 1998, 2008), зібрання японських історико-філософських праць "Велика серія японської класичної літератури» та «Велика серія філософії Японії», підручники «Лекції з історії Японії», а також багатотомні альбоми буддистських скарбів «Оглядач шести монастирів Нари».

## Видання

### Серії
- Бібліотека Іванамі (яп. 岩波文庫, いわなみぶんこ, іванамі бунко) — заснована 1927 року. Присвячена класиці японської і світової літератури. Станом на 2006 рік містила 5400 книг[5].
- Нові книги Іванамі (яп. 岩波新書, いわなみしんしょ, іванамі сіншьо) — заснована 1938 року. Присвячена науково-популярній й просвітницькій літературі . Станом на 2006 рік містила 1001 книгу[6].
- Юнацька бібліотека Іванамі (яп. 岩波少年文庫, いわなみしょうねんぶんこ, іванамі сьонен бунко) — заснована 1950 року. Присвячена класиці дитячої літератури. Станом на 2006 рік містила 400 книг[7].
- Нові юнацькі книги Іванамі (яп. 岩波ジュニア新書, いわなみじゅうにあしんしょ, іванамі джюніа шіншьо) — заснована 1979 року. Присвячена новітній дитячій літературі[8].
- Новітня бібліотека Іванамі (яп. 岩波現代文庫, いわなみげんだいぶんこ, іванамі ґендай бунко) — заснована 2000 року. Присвячена художній і науковій літературі другої половини 20 століття[9].

### Журнали
- Думка (яп. 思想, しそう, шісо) — заснований 1921 року. Присвячений проблемам філософії, історії, соціології[10].
- Література (яп. 文学, ぶんがく, бунґаку) — заснований 1931 року. Присвячений проблемам японської літератури і мови[11].
- Наука (科学, かがく, каґаку) — заснований 1931 року. Присвячений проблемам природничих і точних наук[12].
- Книги (図書, としょ, тошьо) — заснований 1938 року. Присвячений проблемам світової літератури[13].
- Світ (世界, せかい, секай) — заснований 1946 року. Присвячений проблемам політики, економіки, суспільства[14].